# Jamesonia lechleri
Jamesonia lechleri là một loài dương xỉ trong họ Pteridaceae. Loài này được Kuhn Christenh. mô tả khoa học đầu tiên năm 2011.